# Emmett Till

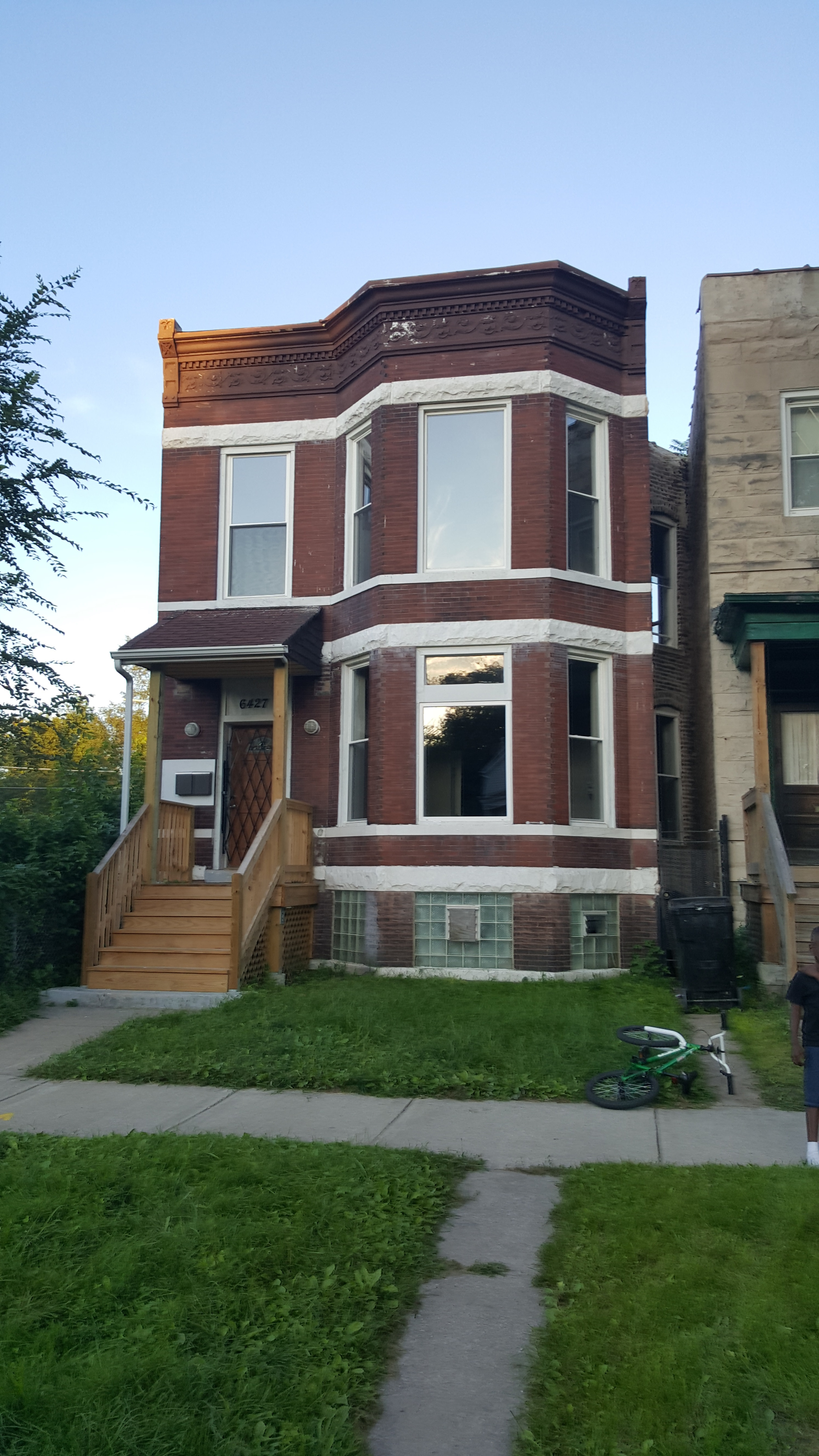
Till House Museum w Chicago

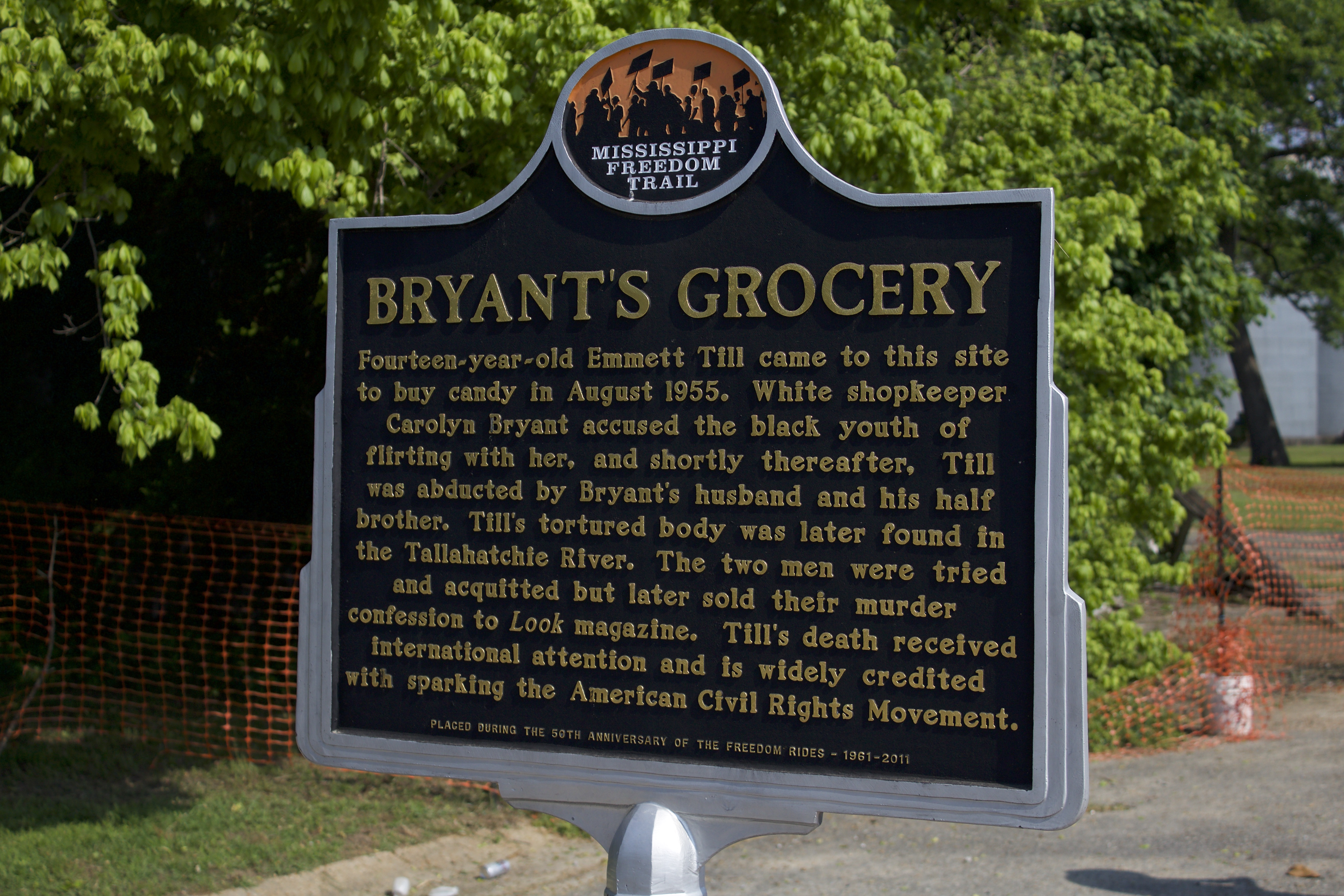
Tablica upamiętniająca zabójstwo chłopca w Money (Missisipi)

Emmett Louis Till (ur. 25 lipca 1941 w Chicago, zm. 28 sierpnia 1955 w Money, Missisipi) – afroamerykański chłopiec, który padł ofiarą linczu. Brutalność morderstwa na tle rasistowskim i uniewinnienie sprawców wzburzyło opinię publiczną w całym kraju oraz było impulsem do działań ruchu praw obywatelskich. Till stał się później ikoną ruchu.

## Życie i śmierć
Urodził się 25 lipca 1941 w południowej części Chicago. Był jedynym synem Mamie Till oraz Louisa Tilla – żołnierza, który podczas II WŚ służył we Włoszech w jednostce wojskowej dla Afroamerykanów i na którym w 1945 r. przeprowadzono karę śmierci za zamordowanie kobiety oraz zgwałcenie dwóch innych kobiet. Emmet, inteligentny i figlarny, lubił być w centrum uwagi. Uczęszczał do szkoły, w której była prowadzona segregacja rasowa, ale nie miał doświadczenia z ostrzejszą formą segregacji, jaka panowała na południu Stanów Zjednoczonych.
21 sierpnia 1955, w wieku czternastu lat, przyjechał do Missisipi, by spędzić wakacje na wsi u rodziny. Przed wyjazdem został ostrzeżony przez matkę, że zachowanie tolerowane przez białych na Północy może spotkać się z przemocą na Południu. Zamieszkał u dziadka ciotecznego Mosesa Wrighta, z którym pracował w polu przy zbiorze bawełny. 24 sierpnia, po dniu spędzonym w polu, wybrał się z kuzynami i okolicznymi chłopcami w okolice sklepu. Ci prawdopodobnie podkusili go, by porozmawiał z białą ekspedientką Carolyn Bryant, która była żoną właściciela. Till kupił w sklepiku gumę balonową za dwa centy, a gdy wychodził, słyszano, że powiedział „bye, baby” (pol. „do zobaczenia, kochana”). Możliwe, że zagwizdał na kobietę. W sklepie nie było świadków. Nad ranem 28 sierpnia mąż ekspedientki Roy Bryant z przyrodnim bratem J.W. Milamem wtargnęli do domu Wrighta, wyciągnęli Tilla z łóżka i porwali go pod groźbą broni. Bryant z Milamem brutalnie pobili chłopca zniekształcając jego ciało i wykłuli mu oko, następnie zabrali go nad rzekę Tallahatchie, gdzie zabili go strzałem w głowę. Ciało przywiązali drutem kolczastym do odziarniarki i wrzucili do rzeki.

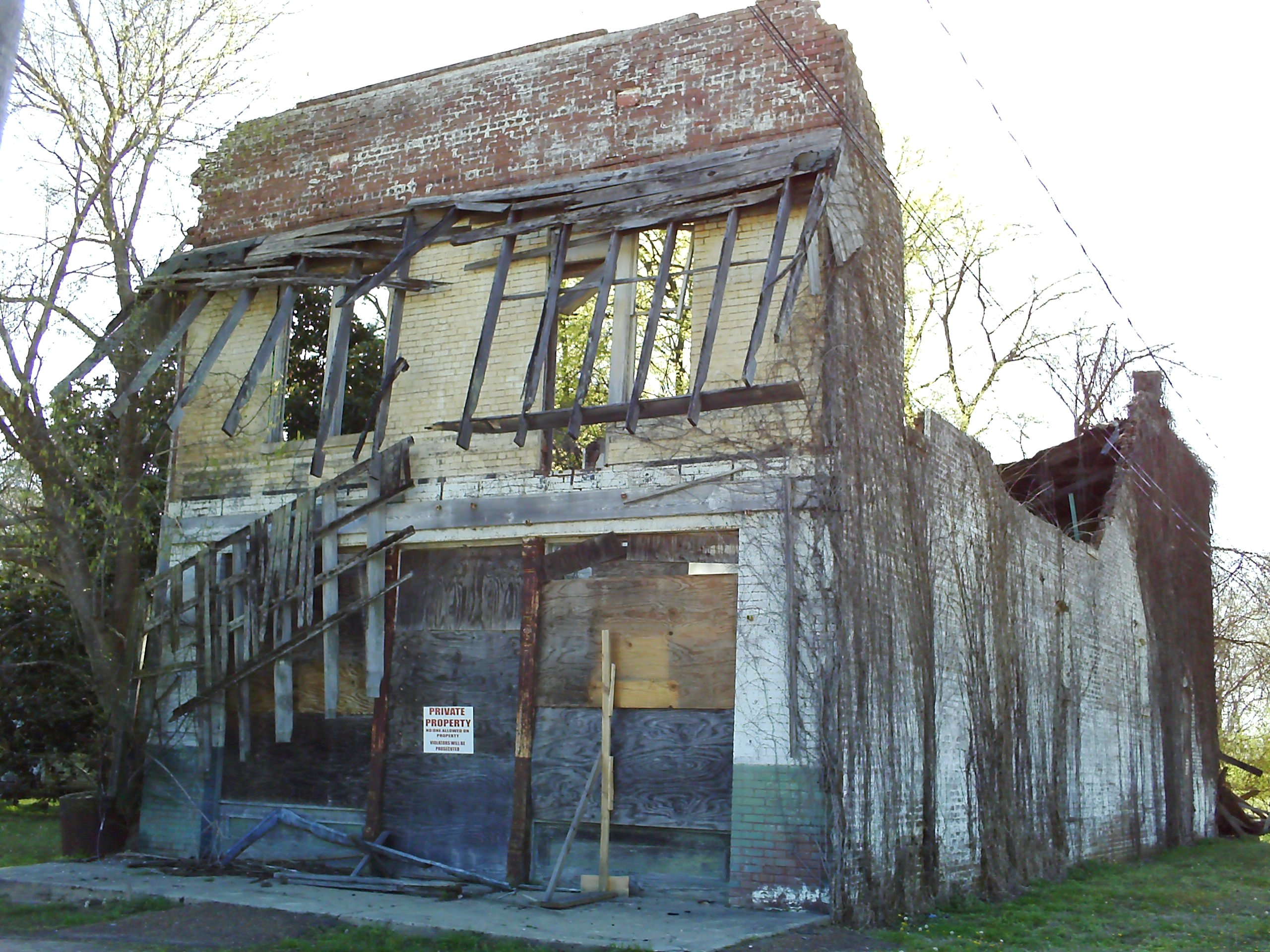
Pozostałości sklepu w Money.

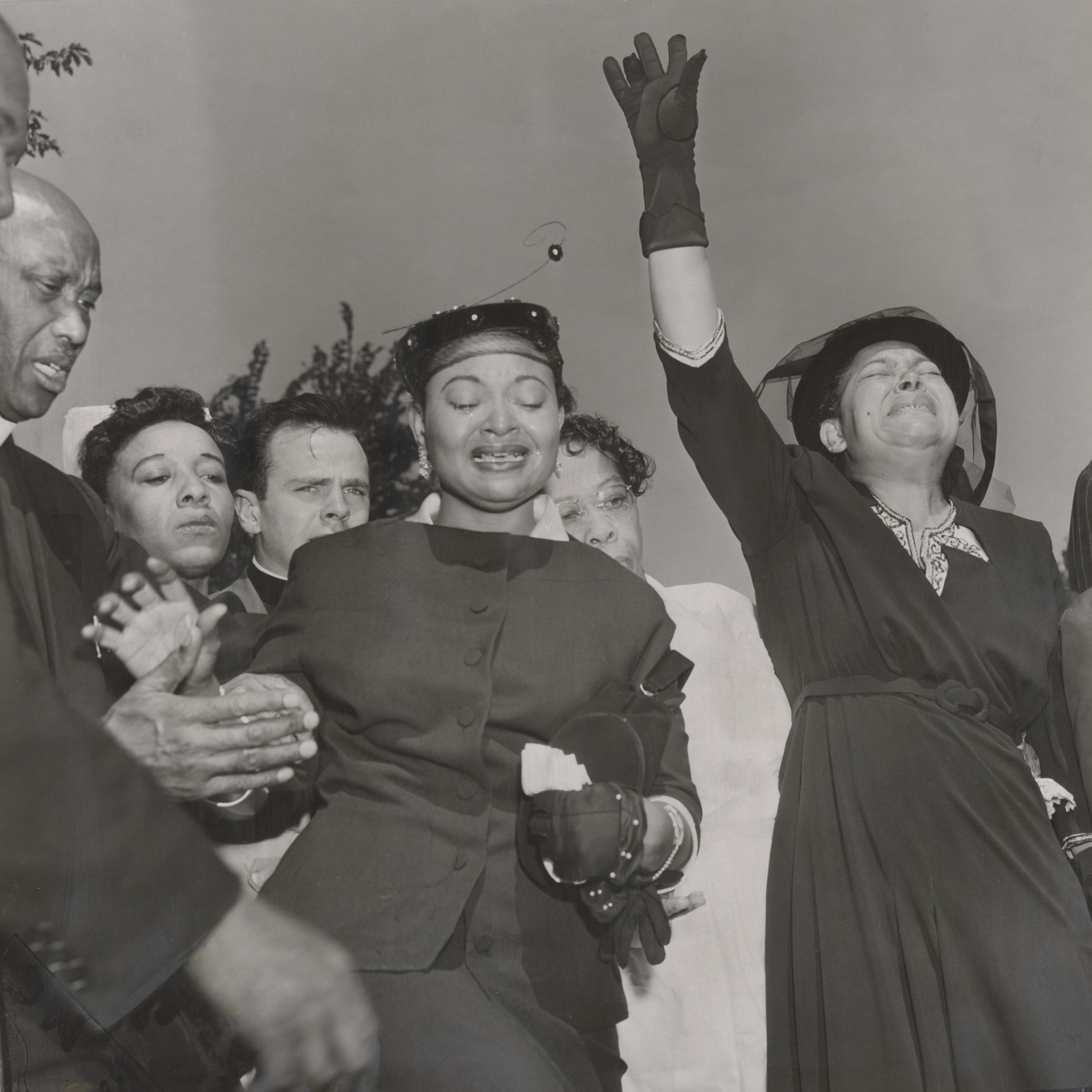
Pogrzeb Emmetta Tilla.

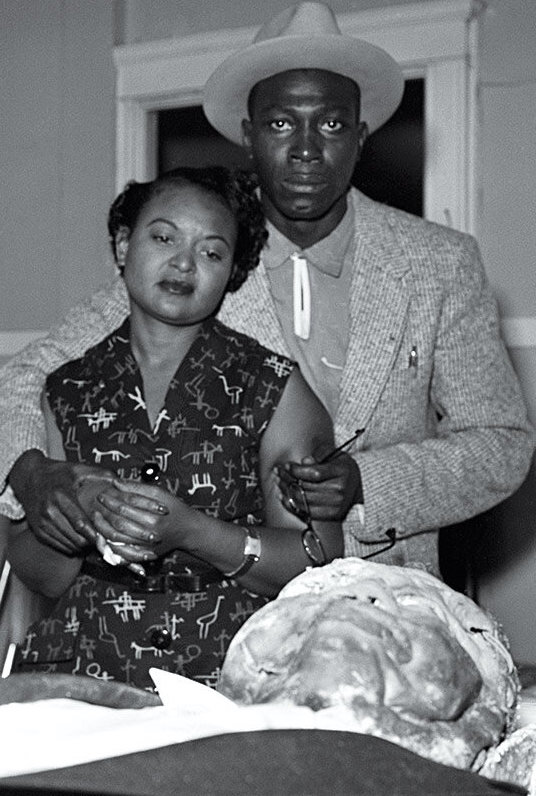
Mamie Till i jej narzeczony Gene Mobley patrzą na ciało Emmeta

Wright natychmiast zgłosił porwanie na policję. Trzy dni później odnaleziono ciało Tilla w rzece, lecz było tak zniekształcone, że rodzina zidentyfikowała chłopca na podstawie pierścionka z inicjałem, który należał do jego ojca. Lokalne władze chciały szybkiego pogrzebu, lecz matka Tilla Mamie Bradley zażądała ciała, które 2 września zostało przetransportowane do Chicago. Mamie Bradley urządziła pogrzeb z otwartą trumną, by pokazać brutalność morderstwa. Uroczystości pogrzebowe odwiedziło ponad 50 000 ludzi i opisano w magazynie „Jet” i w gazecie „Chicago Defender”. Zdjęcie matki nad zniekształconymi zwłokami syna obiegło media i stało się katalizatorem działań ruchu praw obywatelskich.

## Proces i jego konsekwencje

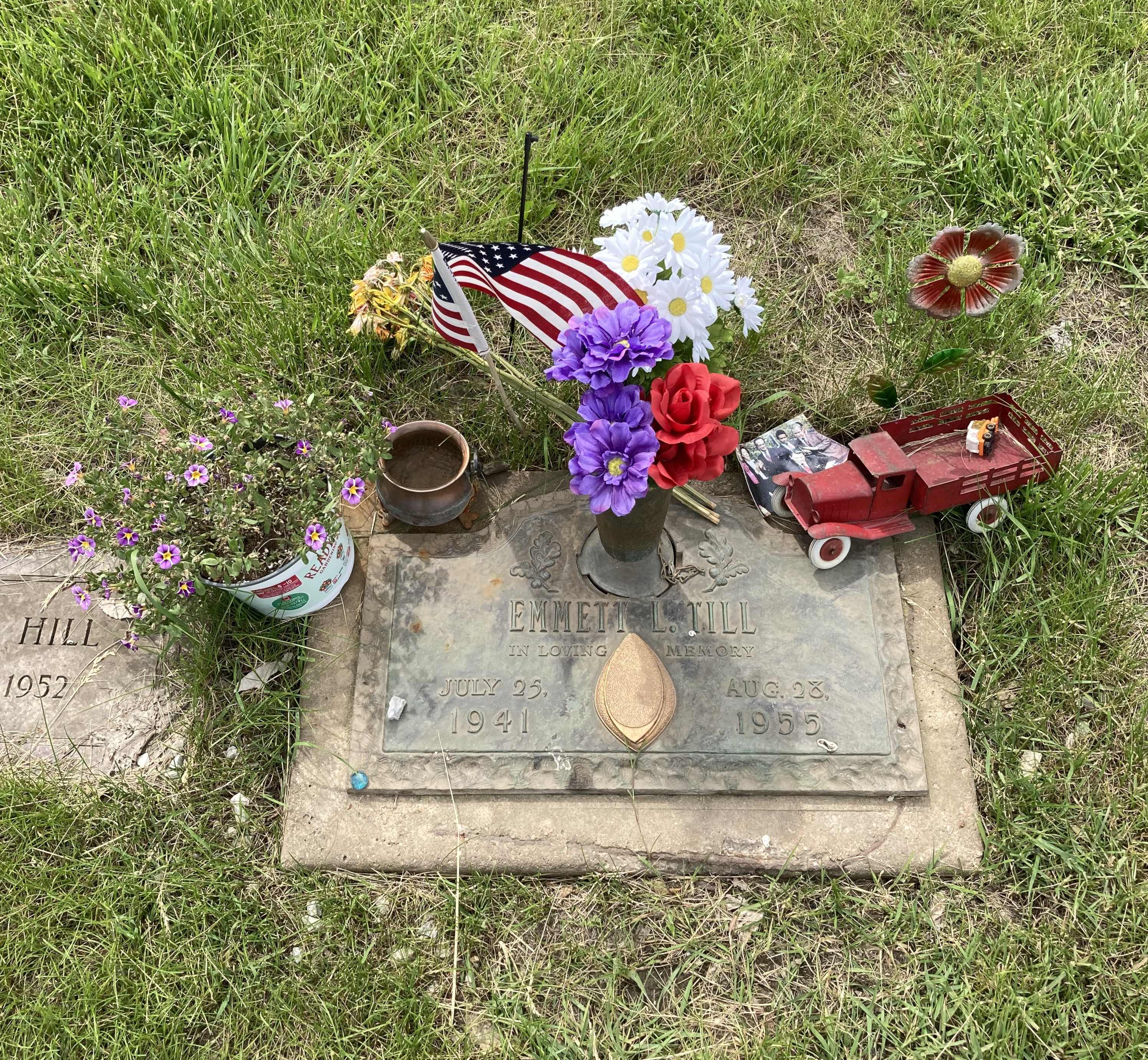
Grób Emmeta Tilla na Burr Oak Cemetery w Alsip

Bryanta i Milama aresztowano jeszcze przed odnalezieniem ciała. Biali mieszkańcy Missisipi żywili urazę wobec Północy i Krajowego Stowarzyszenia na Rzecz Popierania Ludności Kolorowej (NAACP) za krytykę wydarzenia, a pięciu znaczących prawników podjęło się obrony oskarżonych. Proces rozpoczął się 19 września w segregowanym gmachu sądu w Sumner. Wright zidentyfikował w sądzie obu mężczyzn jako osoby, które wtargnęły do jego domu i dokonały porwania, choć Afroamerykanie bali się reperkusji za świadczenie przeciw białym, a oskarżenie białego Amerykanina przez czarnego nie miało precedensu. Carolyn Bryant zeznała, iż Till wziął ją za rękę, a gdy wycofała się, wszedł za ladę, objął ją i powiedział, że już spotykał się z białymi kobietami. 62 lata później przyznała, że zmyśliła cały incydent. 23 września ława przysięgłych składająca się wyłącznie z białych mężczyzn uniewinniła Bryanta i Milama argumentując później, iż władze nie zidentyfikowały poprawnie ciała. Chronieni prawem przed powtórnym oskarżeniem o tę samą zbrodnię Bryant i Milam wraz ze swoim prawnikiem opisali porwanie i morderstwo na łamach magazynu „Look” w 1956 roku, za co otrzymali 4000 dolarów.
Morderstwo i proces sądowy unaoczniły Afroamerykanom żyjącym na północy Stanów Zjednoczonych skalę okrucieństw wynikających z praw Jima Crowa i fakt, że przemoc w innych regionach może dotknąć także ich. Szczególnie mężczyźni poczuli ciągłe zagrożenie, które groziło im za rzekome zagrażanie białym kobietom. Czarni świadkowie procesowi musieli natychmiast uciec z Missisipi, ponieważ członkowie grup suprematystycznych, którzy świętowali wynik procesu, grozili tak świadkom, jak lokalnym członkom NAACP. Z kolei rodzina Tilla zaangażowała się w działania na rzecz praw czarnych, łącząc siły z działaczami ruchu praw obywatelskich. W odpowiedzi na lincz i proces Women’s Democratic Council pod wodzą Jo Ann Robinson rozpoczęło bojkot autobusów, do którego zaprosiło Martina Luthera Kinga. Na dwudziestosześcioletniego pastora historia Tilla wywarła znamienny wpływ. Joyce Ladner nazwała pokolenie czarnych, które po śmierci Tilla zaangażowało się w walkę o swoje prawa, pokoleniem Emmetta Tilla.
Bojkot sklepu Bryanta doprowadził do jego zamknięcia, a Bryant z Milamem wyjechali do Teksasu.
W 2004 roku – długo po śmierci Bryanta i Milama – Federalne Biuro Śledcze rozpoczęło trzyletnie dochodzenie, którego celem było odtworzenie ostatnich godzin życia Tilla. W rezultacie znaleziono świadectwo brata Milama, który na łożu śmierci przyznał się do współudziału w porwaniu i morderstwie.